# Auto Union 1000 Sp

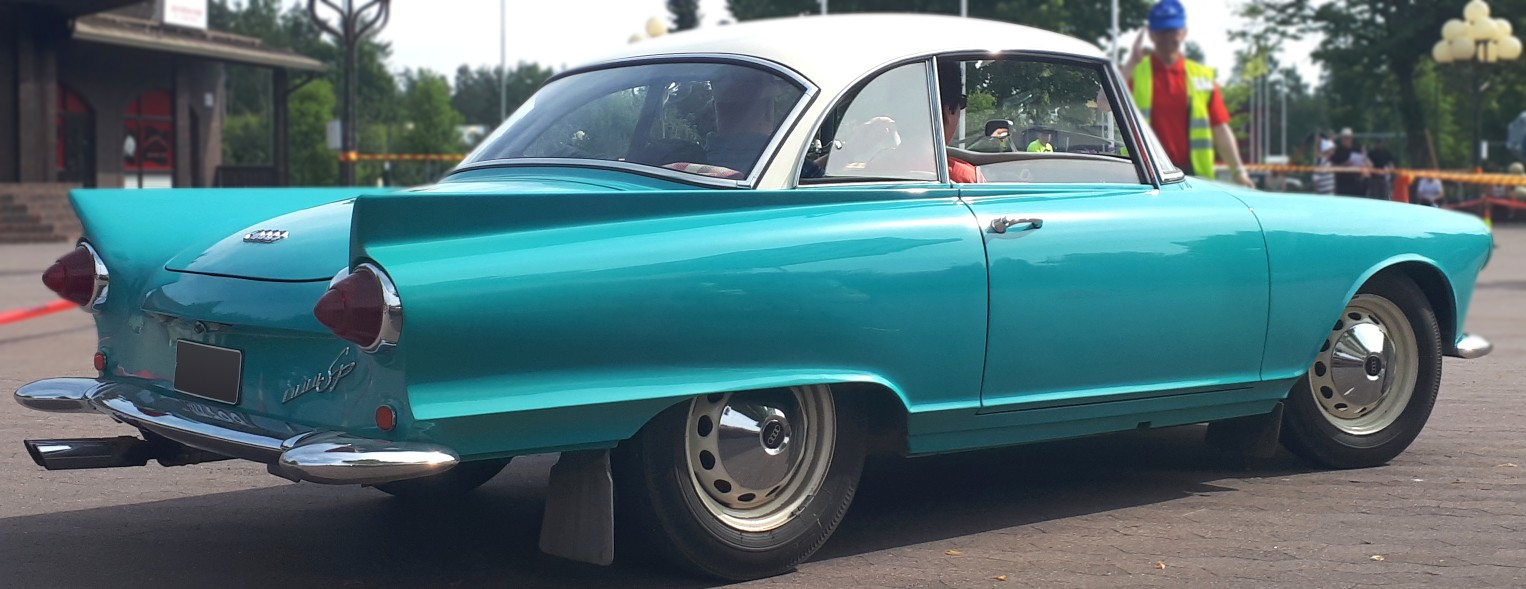
Auto Union 1000 Sp

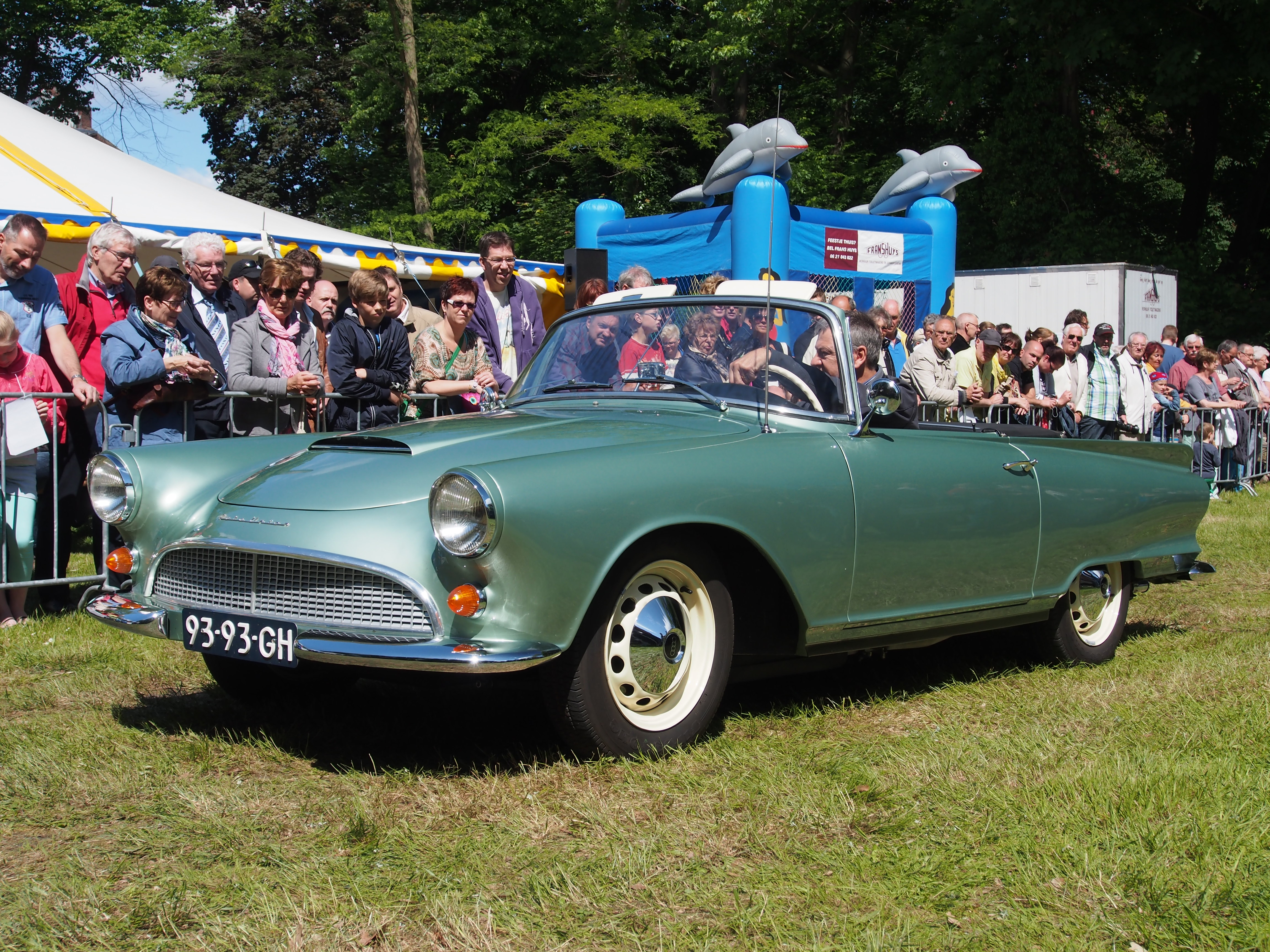
Auto Union 1000 Sp

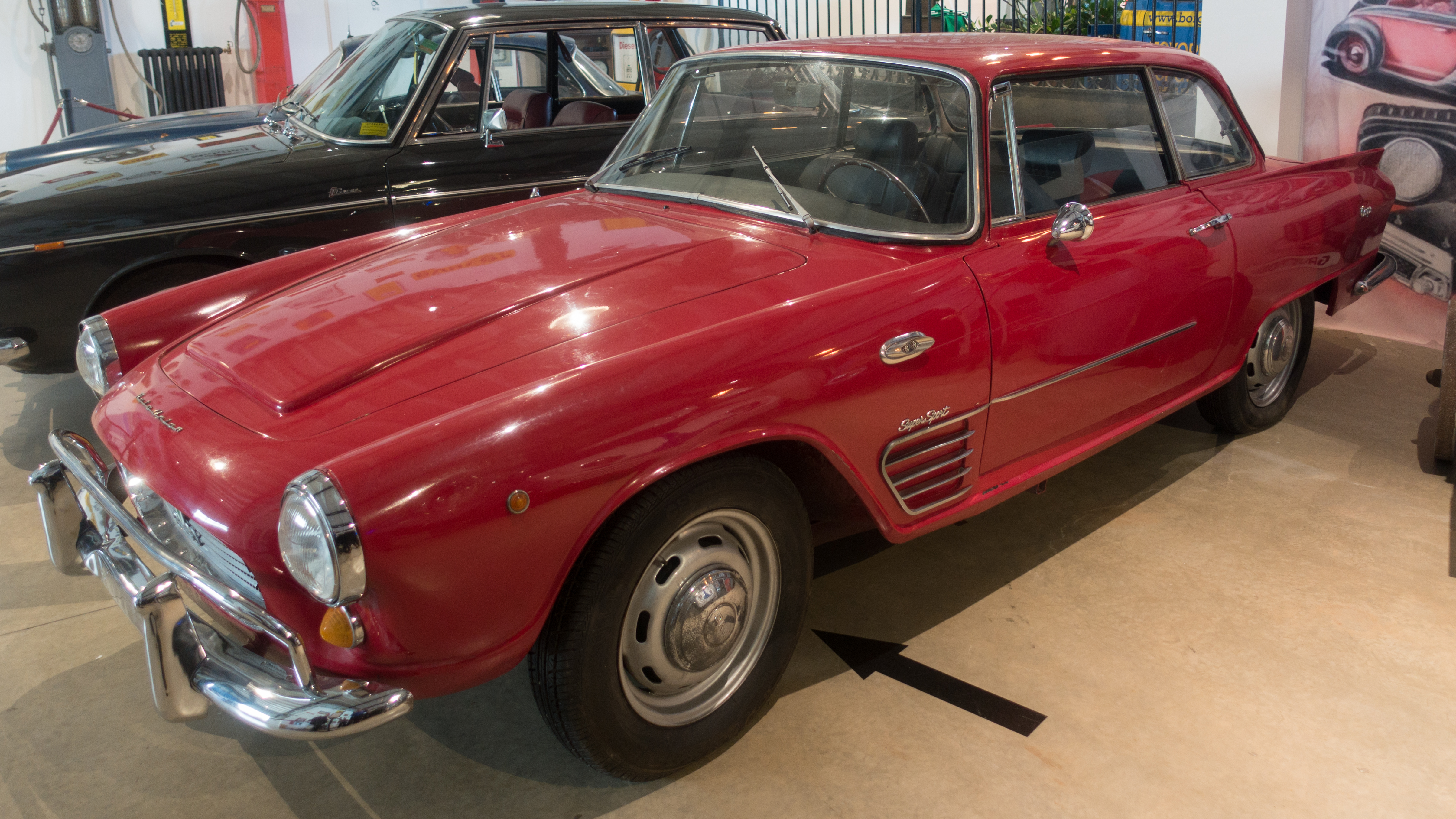
Auto Union 1000 Super Sport від Fissore

Auto Union 1000 Sp — спортивний автомобіль, який виробляв Auto Union з 1958 року. Він був оснащений двотактним 3-циліндровим двигуном об’ємом 981 см3, потужністю 55 к.с. (40 кВт). З 1958 по 1965 рік було випущено 5000 купе та 1640 кабріолетів. У 1959 році було випущено 50 моделей з двотактним двигуном V6 об’ємом 1280 см3. Автомобіль перейняв яскраві стилістичні риси Ford Thunderbird.